# Georgi Skhirtladze
Georgi Skhirtladze (né le 9 novembre 1932 et mort le 25 mars 2008) est un lutteur soviétique spécialiste de la lutte libre. Il participe aux Jeux olympiques d'été de 1956 et remporte la médaille de bronze en combattant dans la catégorie des poids moyens (73-79 kg). Il participe également aux Jeux olympiques d'été de 1960 et remporte la médaille d’argent dans la catégorie des poids moyens (73-79 kg).

## Palmarès

### Jeux olympiques
- Jeux olympiques de 1956 à Melbourne,  Australie
  -  Médaille de bronze.
- Lutte aux Jeux olympiques d'été de 1960 à Rome,🇮🇹 Italie
- Médaille d’argent